# Ababouiné
Ababouiné ist eine Filmkomödie mit surrealistischen und absurden Elementen von André Forcier. Die Premiere des Ende der 1950er Jahre in einem Vorort von Montreal spielenden, kanadischen Films mit Éric Bruneau, Rémy Girard und Martin Dubreuil in den Hauptrollen, in dem eine Gruppe von Schulkindern, versucht, sich dem Einfluss des katholischen Kirche zu entziehen, erfolgte Anfang August 2024 beim Fantasia Film Festival. Der Kinostart in Kanada war im gleichen Monat.

## Handlung
Im Jahr 1957 erreichen die Spannungen zwischen einem Team junger freiheitsliebender Baseballspieler und der katholischen Kirche, die entschlossen ist, allen ihre Moral aufzuzwingen, in Faubourg à m'lasse, einem Vorort von Montreal, ihren Höhepunkt. In die Streitigkeiten sind der Vicaire Cotnoir und der Professor André Rochette involviert. Einige Menschen aus dem Viertel fordern die vollständige Trennung von Kirche und Staat.

## Produktion

### Regie, Drehbuch und Filmtitel

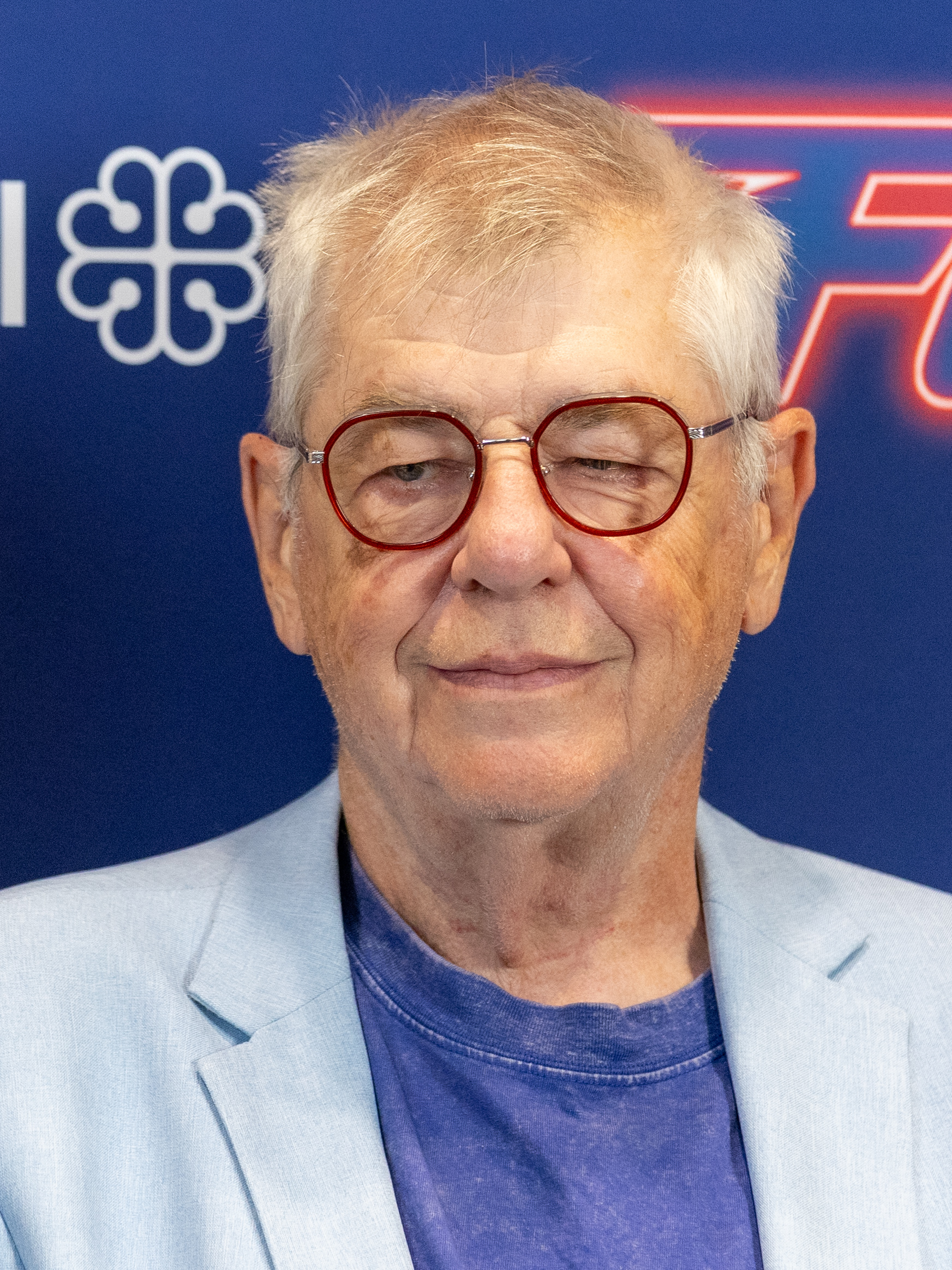
Regisseur André Forcier

Regie führte der Kanadier André Forcier, der gemeinsam mit Jean Boileau und Laurie Perron auch das Drehbuch schrieb. Forcier ist bereits seit Ende der 1960er Jahre als Regisseur tätig. Sein Film Une histoire inventée wurde 1991 von Kanada als fremdsprachiger Film für den Oscar eingereicht. Hiernach machte Forcier immer wieder längere kreative Pausen. Sein letzter Film Les fleurs oubliées ist von 2019.
Die in Ababouiné erzählte Geschichte spielt im Vorfeld der „Stillen Revolution“ (im Französischen bekannt als „Révolution tranquille“). Hierbei handelte es sich um eine wichtige Periode in der Geschichte Québecs. Während der 1960er Jahre unterzog sich diese kanadische Provinz einem tiefgreifenden wirtschaftlichen und sozialen Wandel. Die Zeit war von der Säkularisierung der Gesellschaft und der Schaffung eines Wohlfahrtsstaates geprägt. Zwischen 1960 und 1966 brachte die Provinzregierung das zuvor von der römisch-katholischen Kirche dominierte Gesundheits- und Bildungswesen unter die Kontrolle des Staates. Der 1947 in Montreal geborene Forcier war zu dieser Zeit ungefähr im Alter wie sein kindlicher Protagonist Michel Paquette.
„Ababouiné“, der Titel des Films, entspricht dem Titel des Buches, das Kardinal Madore, Vikar Cotnoir und die anderen Kirchenmänner in der Nebenhandlung fertigzustellen versuchen.

### Besetzung und Dreharbeiten
Rémy Girard ist in der Rolle von Kardinal Madore zu sehen. Éric Bruneau spielt seinen Vikar Cotnoir, der sich weiterhin um den Einfluss der Kirche auf die jungen Menschen in dem Viertel bemüht. Er war bereits in Forciers Les états-Unis d’Albert in der Hauptrolle zu sehen. Er spielt in dem Film, der sein Debüt als Schauspieler darstellte, in der Titelrolle einen jungen Franco-Kanadier namens Albert Renaud, der Mitte der 1920er Jahre Hollywood erobern will. Martin Dubreuil spielt Professor André Rochette. Rémi Brideau spielt den 12-jährigen, an Polio erkrankten Michel Paquette und Pascale Montpetit dessen Großmutter Délima. Lilou Roy-Lanouette ist in der Rolle von Charlotte Saint-Amour und Gaston Lepage als Großvater Archange zu sehen. In weiteren Rollen spielen Luc Senay einen Baseball-Pitcher, Réal Bossé den CKVL-Radiomoderator Léo Rondeau, Donald Pilon dessen Boss Eddie Vautour, Mylène Mackay Rose Saint-Amour, Maïla Valentir, Miguel Bédard und Devi Julia Pelletier, Pierre-Luc Brillant, Jean-Marie-Lapointe, Hugolin Chevrette, Jean Boileau, Simon Lefebvre, Laurent-Christophe de Ruelle, Stéphane L’Écuyer, Émile Schneider und Noémie O’Farrell. Auch Renaud Pinet-Forcier, der Sohn des Regisseurs, ist in einer Nebenrolle zu sehen.
Gedreht wurde an 33 Tagen zwischen Mitte Juli und Ende August 2023. Als Kamerafrau fungierte Nathalie Moliavko-Visotzky. Sie arbeitete in der Vergangenheit mit Regisseuren wie Denys Arcand, Jean-Claude Lauzon, Robert Altman, David Mamet, Stephan Elliott und Claude Miller zusammen. Forcier drehte mit ihr bereits seinen letzten Film Les Fleurs oubliées.

### Filmmusik, Marketing und Veröffentlichung
Die Filmmusik komponierte Jo Millette. Sie ist Songwriterin und Geigerin und hatte gemeinsame Auftritte mit verschiedenen Bands und dem 
Chimera Orchestra.
Der erste Trailer wurde im Juli 2024 vorgestellt. Die Weltpremiere des Films erfolgte am 4. August 2024 beim Fantasia Film Festival, wo er als Abschlussfilm gezeigt wurde. Dieses fand in Montreal statt, wo der Film spielt. Am 23. August 2024 kam Ababouiné in die kanadischen Kinos.

## Auszeichnungen
Fantasia International Film Festival 2024
- Nominierung als Bester Film für das Cheval Noir (André Forcier)
- Auszeichnung mit dem Denis-Héroux-Preis (André Forcier)
- Auszeichnung als Quebec-Film mit dem Publikumspreis in Bronze[7][2][8]